# NGC 2942
NGC 2942 је спирална галаксија у сазвежђу Мали лав која се налази на NGC листи објеката дубоког неба.
Деклинација објекта је + 34° 0' 22" а ректасцензија 9h 39m 8,0s. Привидна величина (магнитуда) објекта NGC 2942 износи 12,5 а фотографска магнитуда 13,2. NGC 2942 је још познат и под ознакама UGC 5140, MCG 6-21-65, CGCG 181-76, KUG 0936+342, IRAS 09361+3413, PGC 27527.